# 类北葱
类北葱（学名：Allium schoenoprasoides）是葱科葱属的植物。分布在中亚山区以及中国大陆的新疆自治区等地，生长于海拔1,800米至3,000米的地区，一般生于高山、亚高山地带的山坡及草甸，目前已由人工引种栽培。